# Maamme (Vårt land)

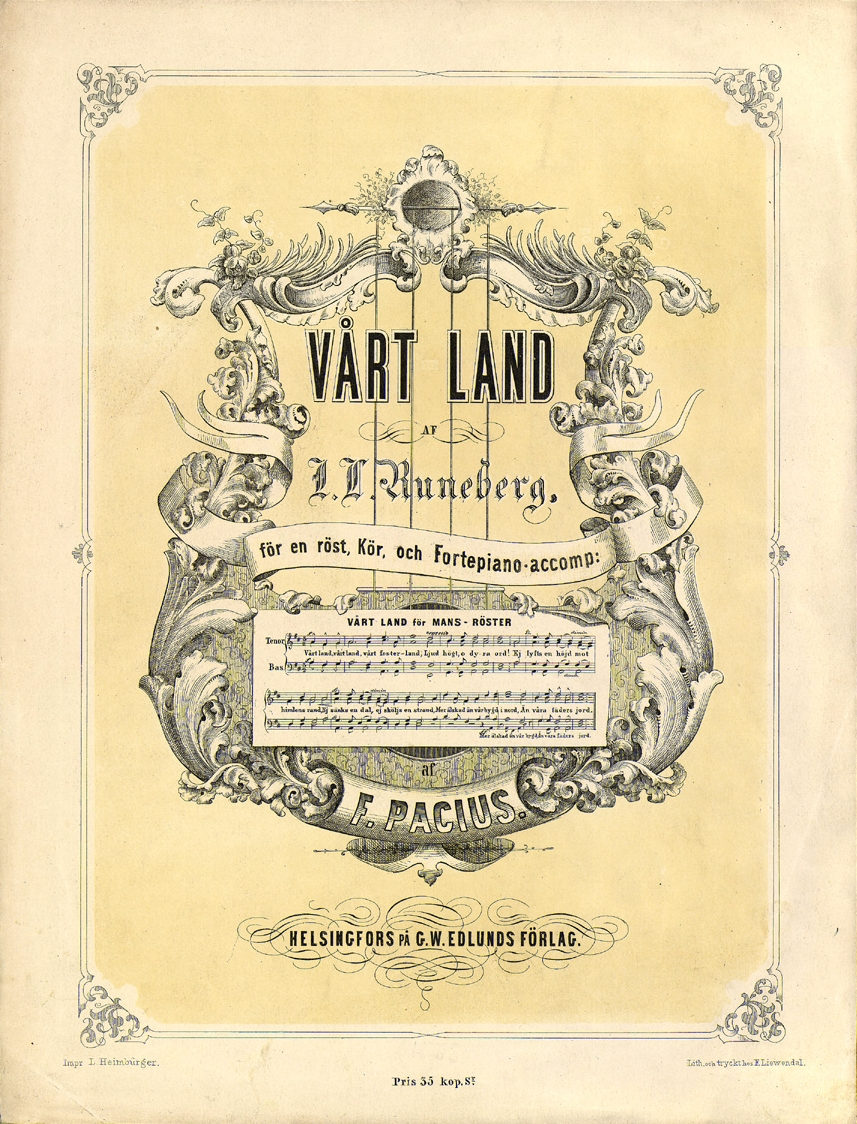
Het voorblad van het Finse volkslied (1863)

Maamme (ook bekend als Maamme laulu of Vårt land, wat respectievelijk in het Fins ‘Ons land lied’ en in het Zweeds 'Ons land' betekent), is het Finse volkslied en werd in 1846 door de dichter J.L. Runeberg in het Zweeds geschreven, als proloog bij een bundel nationalistische gedichten. Het originele gedicht telt elf coupletten. De Finse tekst is van Paavo Cajander en dateert uit 1889.
Fredrik Pacius (1809-1891), componist en muziekdocent aan de Universiteit van Helsinki, componeerde de melodie die later ook voor het volkslied van Estland werd gebruikt.
Het lied werd op 13 mei 1848 voor het eerst uitgevoerd tijdens een studentenfeest in Helsinki.

## Tekst

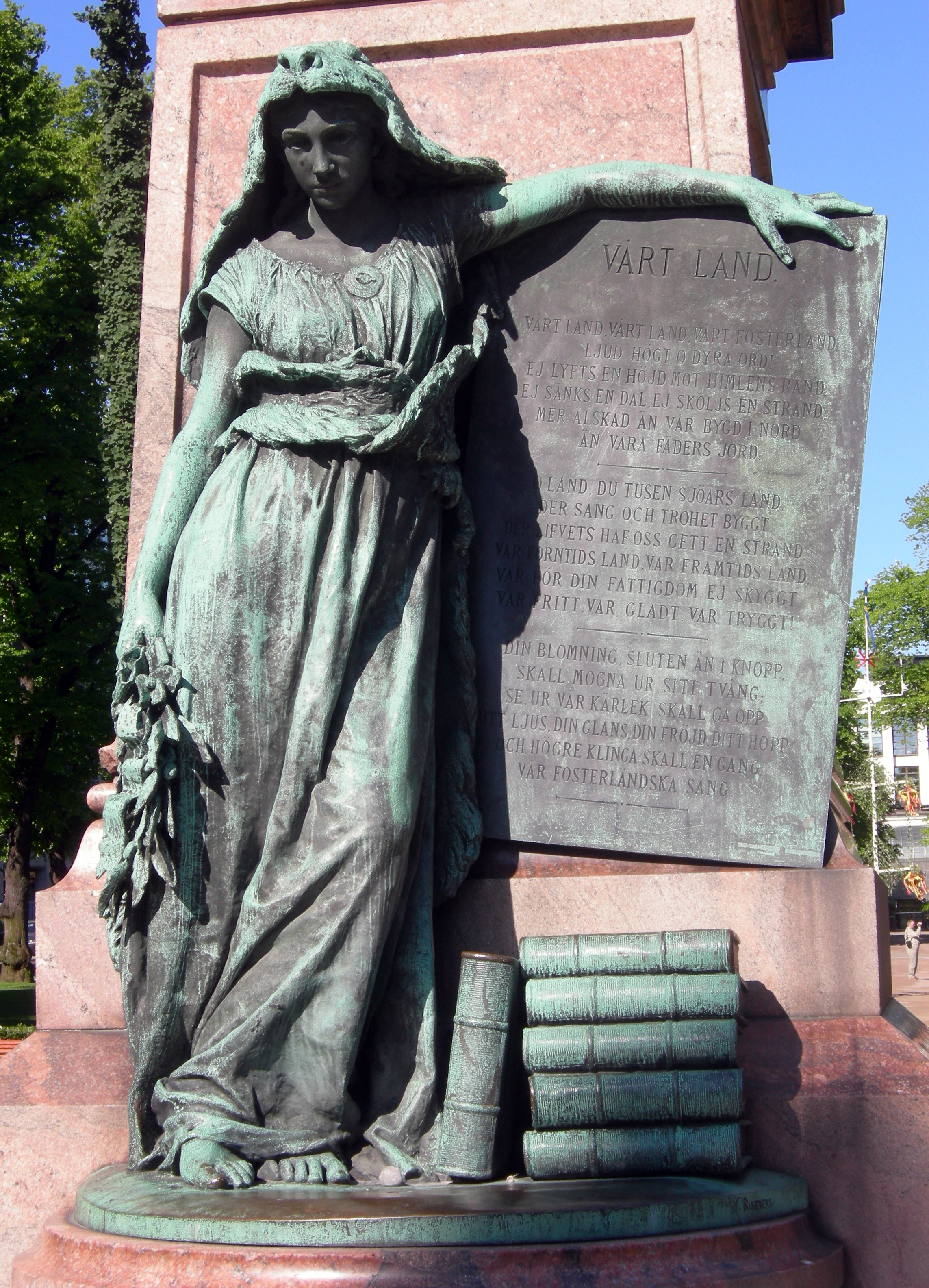
De Zweedse tekst van het Finse volkslied, afgebeeld op het standbeeld van de schrijver Johan Ludvig Runeberg.

### Fins
Maamme
Oi maamme, Suomi, synnyinmaa!

Soi sana kultainen!

Ei laaksoa, ei kukkulaa,

ei vettä rantaa rakkaampaa

kuin kotimaa tää pohjoinen,

maa kallis isien.
Sun kukoistukses kuorestaan

kerrankin puhkeaa;

viel' lempemme saa nousemaan

sun toivos, riemus loistossaan,

ja kerran laulus, synnyinmaa

korkeemman kaiun saa.

### Zweeds
Vårt land
Vårt land, vårt land, vårt fosterland,

ljud högt, o dyra ord!

Ej lyfts en höjd mot himlens rand,

ej sänks en dal, ej sköljs en strand,

mer älskad än vår bygd i nord,

än våra fäders jord!
Din blomning , sluten än i knopp,

Skall mogna ur sitt tvång;

Se, ur vår kärlek skall gå opp

Ditt ljus, din glans, din fröjd, ditt hopp.

Och högre klinga skall en gång

Vår fosterländska sång.

### Nederlands (Finse versie)
Ons land, Finland, vaderland!

Weerklink, oh waardevolle naam!

Noch berg die aan de hemel raakt,

Noch dal, noch kust dat het water raakt,

is meer geliefd dan ons noorden,

Het land van onze voorvaderen.
Uit het door jou gelegde ei,

zal de schil breken.

en zal het goede omhoog staan,

jouw wens in straling,

zal jouw lied van ons geboorteland,

een nog hogere en zuivere toon krijgen.

### Nederlands (Zweedse versie)
Ons land, ons land, ons vaderland,

klink op, oh dierbaar woord!

Geen berg verhoogd tot de rand van de hemel,

Geen dal verlaagd, geen strand gespoeld,

Meer geliefd dan ons huis in het noorden,

Dan het land van onze vaders!
U bloeit, maar toch gesloten in een knop,

Zal rijpen uit zijn dwang;

Zie, uit onze liefde zal het opgaan

Uw licht, uw glans, uw vreugd, uw hoop.

En hoger klinken zal het een keer

Ons vaderlandslievend lied.